# M44-es autóút (Magyarország)
Az M44-es autóút részben elkészült, részben pedig kivitelezés alatt álló gyorsforgalmi út Kelet-Magyarországon. Elsődleges célja a forgalmassá vált 44-es főút tehermentesítése, valamint a biztonságos és gyors eljutási lehetőség megteremtése Békés vármegye irányába.
Az eredeti tervek szerint az M8-as autópályát kötötte volna össze Nagykőrös mellől kiindulva Békéscsabával, illetve hosszabb távon a gyulai román határátkelővel. A legújabb tervek szerint az autóút kiindulópontja az M5-ös autópálya Kecskemét-Észak csomópont átépítésével kialakítandó lóhere alakú csomópontban lesz. Innen az M44-es autóút az eredetileg M8-as gyorsforgalmi útként megtervezett nyomvonalon halad tovább Nagykőrösig, majd onnan az eredeti terveknek megfelelően Békéscsaba irányába.
Első elkészült, 61,2 km-es szakaszát 2019. október 2-án adták át a forgalomnak Tiszakürt és Kondoros között. 2020. december 11-én a Kondoros és Békéscsaba közötti 17,6 km-es szakasz nyílt meg a forgalom előtt. A 9,9 km hosszú Lakitelek–Tiszakürt szakaszt két részletben adták át: 2021. szeptember 21-én 3,2 km-t, majd 2021. december 15-én a maradék 6,7 km-et helyezték forgalomba, a Szentkirály és Lakitelek közötti 4,6 km-es szakaszt 2024. május 7-én, a Kecskemét–Szentkirály szakasz 32,3 km-es első ütemét pedig 2025. április 15-én, így jelenleg több mint 125 km-en haladhat a forgalom az autóúton.
Folyamatban van a Kecskemét–Szentkirály szakasz második ütemének (Kecskemét (M5-ös autópálya)–Kecskemét (5-ös főút), 1,8 km) kivitelezése is, amelynek az átadása 2027 elején várható . Ezen szakasz megépülésével megvalósul Békéscsaba gyorsforgalmi úthálózatba való teljes értékű csatlakozása.
Nagyobb távlatban az M44-es autóút folytatódhat Méhkerék és a román határ felé.

## Útvonala
Az M44-es autóút Kecskemét – Nagykőrös – Kunszentmárton – Szarvas – Békéscsaba útvonalon haladva jelenti Békés vármegye és részben Jász-Nagykun-Szolnok vármegye kapcsolatát az ország gyorsforgalmi úthálózatával. Az autóút kiindulópontja az M5-ös autópálya Kecskemét-Észak csomópont átépítésével kialakítandó lóhere alakú csomópontban lesz. Innen az M44-es autóút az eredetileg M8-as gyorsforgalmi útként megtervezett nyomvonalon, Lajosmizse és Kecskemét közigazgatási területét is érintve, keleti irányba haladva éri el Nagykőrös közigazgatási területét. Nagykőrös közigazgatási területén dél-, majd észak-keleti irányban halad mintegy 5 km-en keresztül, és közben külön szintben keresztezi a Cegléd–Szeged-vasútvonalat valamit a 441-es főutat. Nagykőröstől délkeleti irányt vesz fel az út, Szentkirály közigazgatási területén, Kocsér település közigazgatási határát is megközelítve, attól mintegy 600 méteres távolságra, a Balla-csatorna délnyugati oldalán halad. Lakitelek közigazgatási területén felüljárón halad át a Kecskemét–Szolnok-vasútvonal felett, majd délkeleti útvonalat tartva keresztezi a Tisza folyót, Lakitelek és Tiszaug közigazgatási határánál.
Ezt követően keleti útirányt vesz fel, nagyjából párhuzamosan a 44-es főúttal, dél felől halad el Tiszakürt mellett, de északról kerüli el Cserkeszőlőt, megközelítve közben Tiszainoka közigazgatási határát is. Kunszentmártonnál keresztezi a 442-es főutat, a Szolnok–Hódmezővásárhely–Makó-vasútvonalat, valamint Hármas-Köröst, amelyen egy új építésű, a környék építési hagyományaihoz hű hídon (Berkó Dezső híd) kel át a folyón.
A Körösön való átkelést követően az út futása ismét délkeletire vált, metszi a 44-es főutat, és egy hosszú hurkot leírva déli irányból kerüli el Öcsödöt, Békésszentandrást és Szarvast, Öcsödtől kezdve alapvetően keleti irányt tartva. Szarvas közigazgatási területén keresztezi a Dögös-Kákafoki-csatornát. Csabacsűdnél ismételten megközelíti a 44-es főutat és felüljárón halad át a Mezőtúr–Orosháza–Mezőhegyes–Battonya-vasútvonal felett. Innentől kezdve futása párhuzamos a 44-es főúttal. Kardost délről kerüli el, majd Kondoros közigazgatási területén felüljárón halad át a Kisszénás–Kondoros-vasútvonal felett. Kondorostól keletre ismételten keresztezi a 44-es főutat, innentől kezdve már attól 1–2 km-re északra haladva, miközben érinti Kétsoprony, Kamut és Murony települések közigazgatási területét is. Békéscsabát északnyugati irányból éri el, egy turbó típusú körforgalmon keresztül becsatlakozva annak elkerülő útjába, a 44-es főút és a 47-es főút elválásánál. Távlati tervek között szerepel az autóút meghosszabbítása Méhkerék irányában a román határig.

## Története

### Elkészült szakaszok

#### Tiszakürt–Kondoros szakasz

##### Előzmények

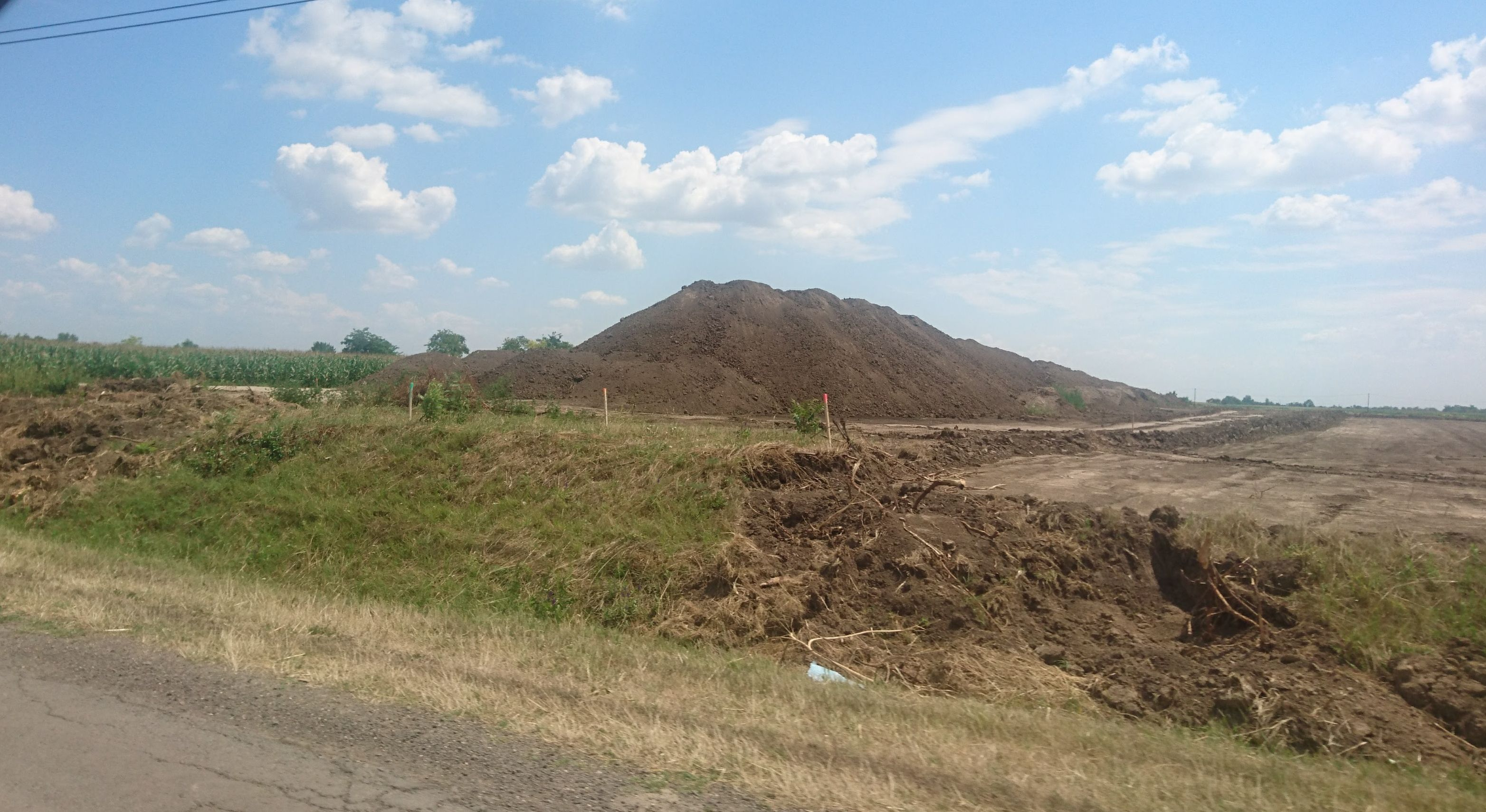
Épül az autóút Kondoros-dél csomópontban 2017 júliusában, a 4642-es út feletti felüljáró földmunkái

Az M44-es Kondoros-Tiszakürt közötti, 61,4 kilométeres szakasza még 2008-ban kapott építési engedélyt, amelyet 2015. május 31-éig meghosszabbítottak.
2008 őszén kezdődtek meg a kisajátítások, először a Békés megyei szakaszokon. Az Állami Autópályakezelő ZRt. (később: Nemzeti Infrastruktúra-fejlesztő Zrt. által megbízott cég jóval a piaci ár fölötti összegeket kínált (140-200Ft/m²) vételre, amit a tulajdonosok 90%-a elfogadható árnak vélt. A kisajátítás során néhány jó állapotban lévő tanyát is le kell bontani Csabacsűd térségében. A 2008-as ütemterv szerint az építés megkezdésének eredeti dátuma 2010, az út befejezésének dátuma 2012 volt.
A tervezés során felvetődött, hogy az út úgynevezett PPP-koncesszióban épüljön meg, majd 2008-ban az állam garanciát vállalt 2012 és 2040 között finanszírozásra. A 62 kilométernyi Kondoros-Tiszakürt szakaszért évente 13,6 milliárd forintot kellett volna fizetni. A gazdasági válság miatt azonban 2009-ben megállt az építkezés, így a megyei önkormányzat 2 milliárd forintot hitelezett az építőknek a munka újraindítására.
Az 1222/2011. (VI.29.) Kormányhatározatban az M44 már csak autóútként szerepel. Az akkori hosszútávú ütemterv szerint 2016-ig épült volna meg a 46,6 km-es Kunszentmárton-Kondoros szakasz, majd 2020-ig a 18,3 km hosszú Kondoros-Békéscsaba szakasz. Az eredeti tervek szerint az autóút nagyrészt irányonként egy, 35% százalékban irányonként két forgalmi sávosra épült volna. A módosított tervek szerint a teljes szakasz irányonként két sávosként valósult volna meg, illetve a távlatban szerepelt a tervezett M5-ös autópályába való csatlakozáshoz szükséges további 46 km megépítése. A Békéscsabától a román határig terjedő szakaszra nem voltak fejlesztési tervek, a mellékelt térkép alapján feltételezhető, hogy az M44 a jelenlegi 44-es főúton vagy mellé építésével történő bővítésével érné el a határt.

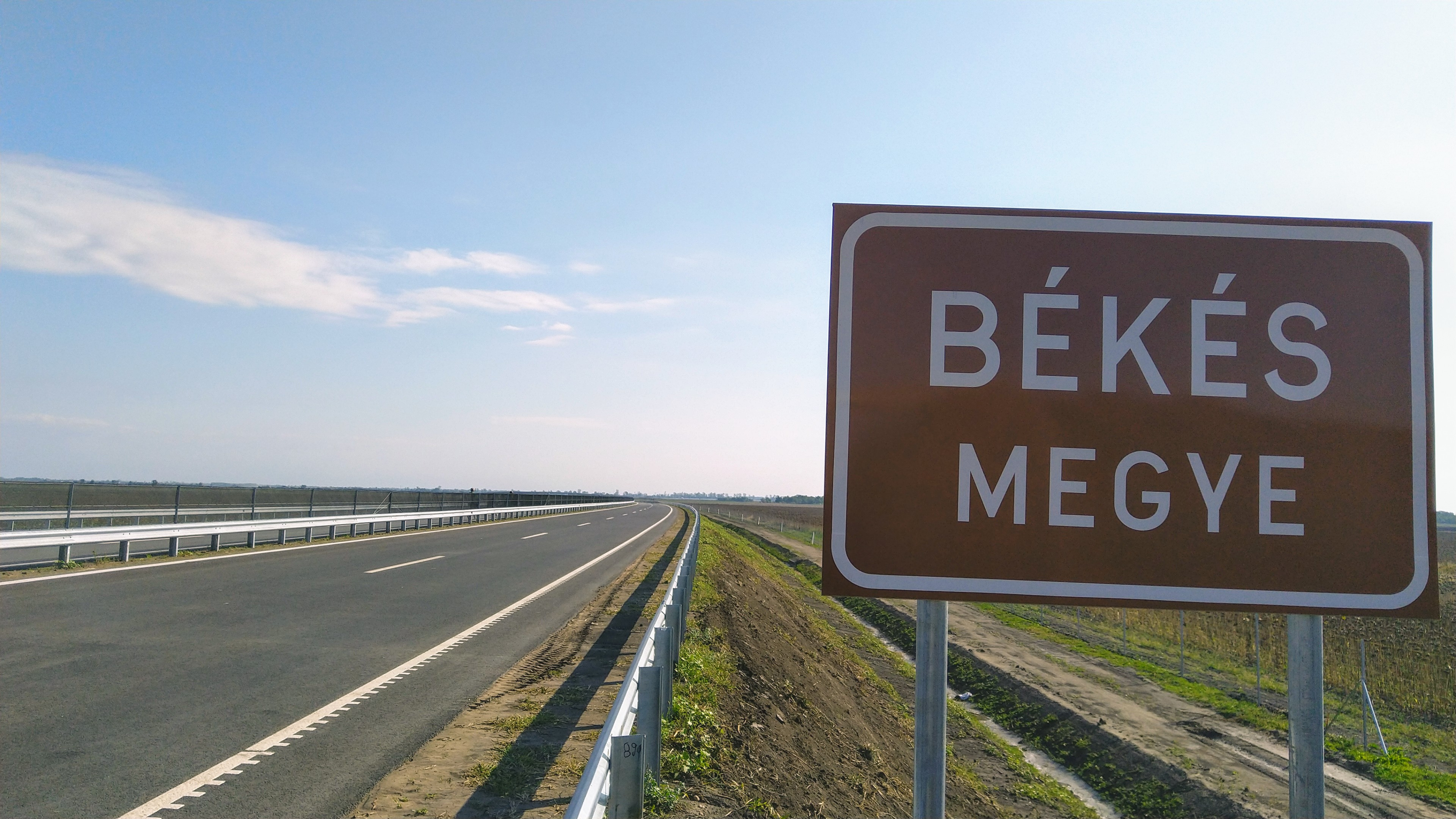
A pont, ahol az M44-es autóút belép Békés vármegyébe

A fejlesztés üteme és az építkezés kezdete sokáig bizonytalan volt. A 2011-es kormányhatározatban leírt ütemterv ellenére a 2008-ban tervezett Kondoros-Tiszakürt szakaszra 2013-ban a Nemzeti Infrastruktúra-fejlesztő Zrt. újra ajánlatot tett, ám az építkezés kezdete elmaradt. A 2015. január 20-án a Magyar Közlönyben megjelent információk szerint a kormány 2020-ig 750 milliárd forintot költ hazai forrásból kiemelt közúti beruházásokra, melyeket 2020. december 31-ig be kell fejezni. Ezen beruházások között már szerepelt az M44-es gyorsforgalmi út megépítése Kecskemét–Nagykőrös–Békéscsaba között.
A Tiszakürt-Kondoros szakasz tervezését további három szakaszra bontották és nyugatról kelet felé haladva az egyes szakaszok terveit a Roden Kft., majd az Utiber Kft. és végül a Tura-Terv Kft. készítette el.

##### A tényleges munkák megindulása

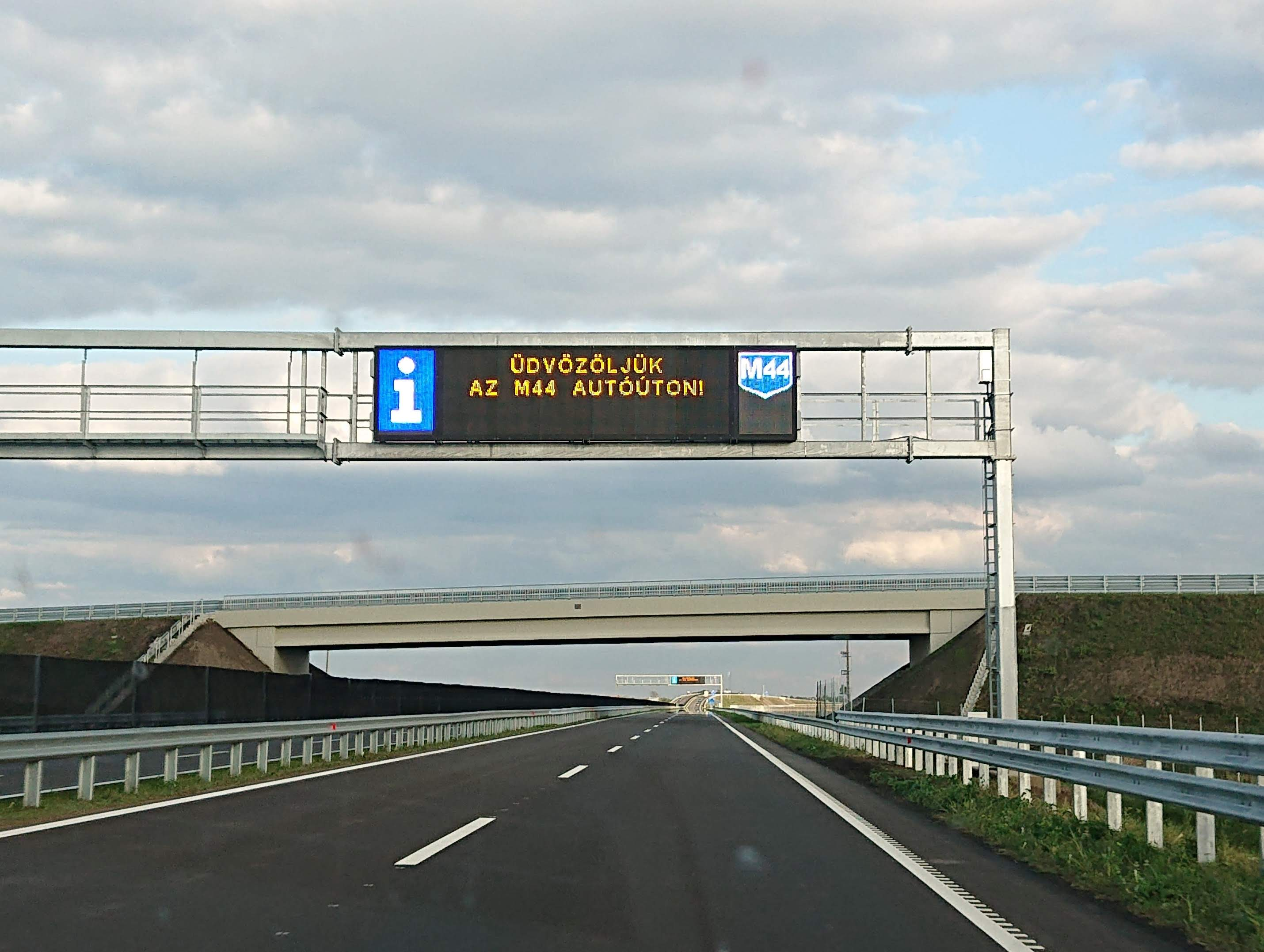
Üdvözlő szöveg az M44-es autóúton az átadást követő második napon, 2019. október 4-én, Kardos térségében

Ezt követően felgyorsultak az események, 2016 tavaszán megkötötték a szerződést a kiviteli tervek elkészítésére, 2016. június 1-jén pedig megjelent a Közbeszerzési Értesítőben az ajánlattételi felhívás a kivitelezési munkálatokra, amelynek eredményét 2016. november 15-én hirdették ki. Először csak a középső, II. szakaszt építették meg (Tiszakürt-Kondoros) 62 km hosszúságban, amely a régi 44-es főút legjobban elhasználódott, legrosszabb állapotban lévő szakasza volt, illetve itt halad az át a legtöbb településen (Kondoros, Kardos, Csabacsűd, Szarvas, Békésszentandrás, Öcsöd, Cserkeszőlő) lelassítva a forgalmat. A nyertes ajánlattevő egy több cégből álló konzorcium lett. A 62 km-es autóút így 146 milliárd forintból valósult meg, amely kilométerenként 2,35 milliárd forintos árat jelentett. A kivitelezést végző konzorciummal 2016 decemberében kötöttek meg vállalkozási szerződést. Az alapkő letételére 2016. december 21-én került sor. A kivitelezés befejezésének tervezett időpontja 2019. III. negyedéve volt.
2016. november 16-án kihirdették, hogy a szakaszt három ütemben kivitelezve az alábbi cégek fogják megépíteni: 
- I. ütem (Tiszakürt–Kunszentmárton között): a Duna Aszfalt Kft. – Hódút Kft. konzorciuma 56,5 milliárd forintért,
- II. ütem (Kunszentmárton–Csabacsűd között): az EuroAszfalt Építő és Szolgáltató Kft. – Swietelsky Magyarország Kft.- Soltút Kft.- A-Híd Zrt. konzorciuma 43,98 milliárd forintért,
- III. ütem (Csabacsűd–Kondoros között): a Duna Aszfalt Kft. – Hódút Kft. konzorciuma 45,2 milliárd forintért.

A kivitelezés 2017 elején indult, a szakasz alapkövét 2016. december 21.-én rakták le.
A műszaki átadás-átvételi eljárás 2019 szeptember 2-án sikeresen lezárult. A szakaszt végül 2019. október 2-án adták át, mellyel az autóutat használva 20 perccel csökkent a menetidő Budapest és Békéscsaba között.

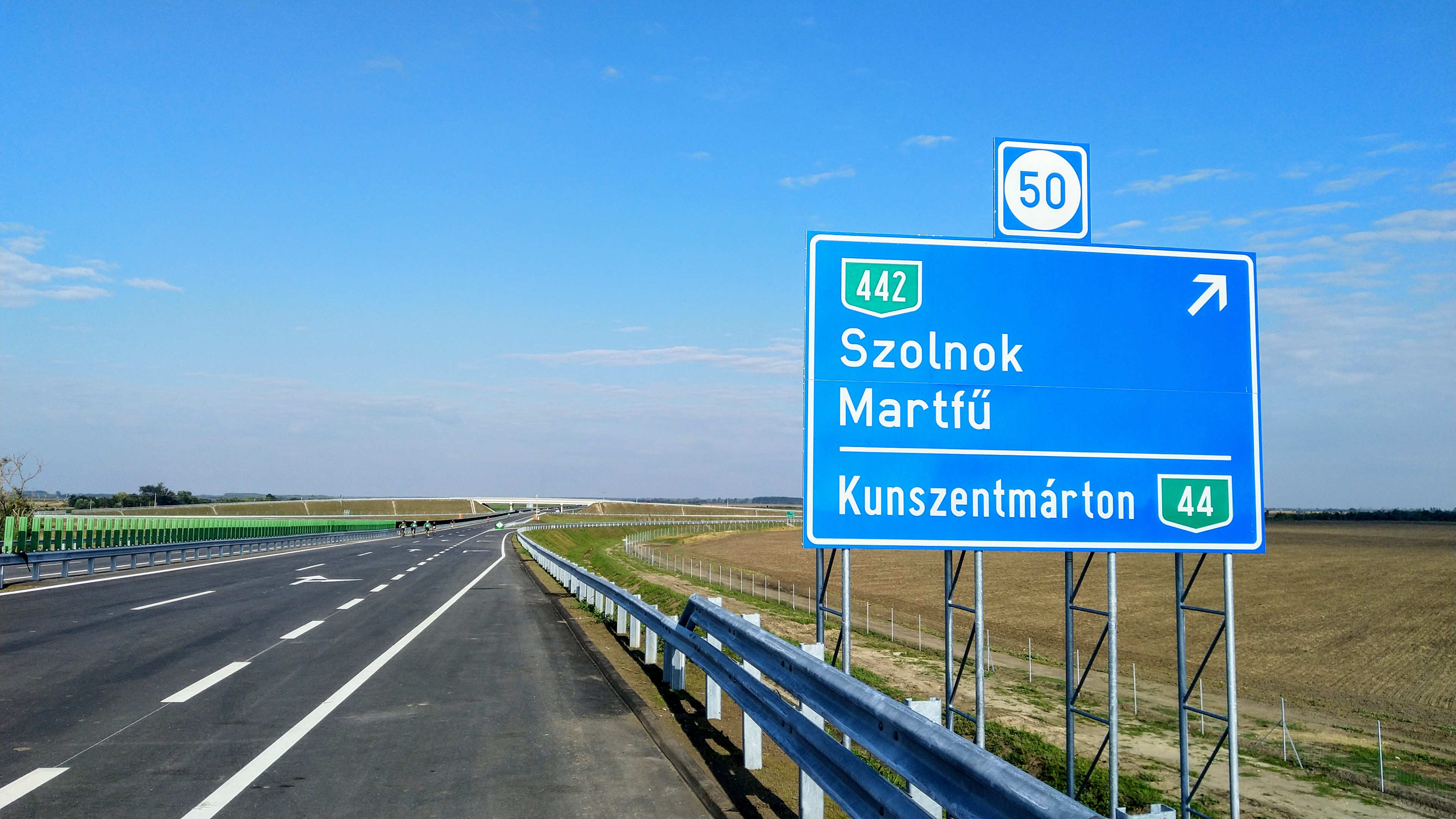
Az M44-es autóút csomóponti táblája Kunszentmárton mellett, a 442-es számú főút keresztezésénél. A kép 2019. szeptember 14-én készült.

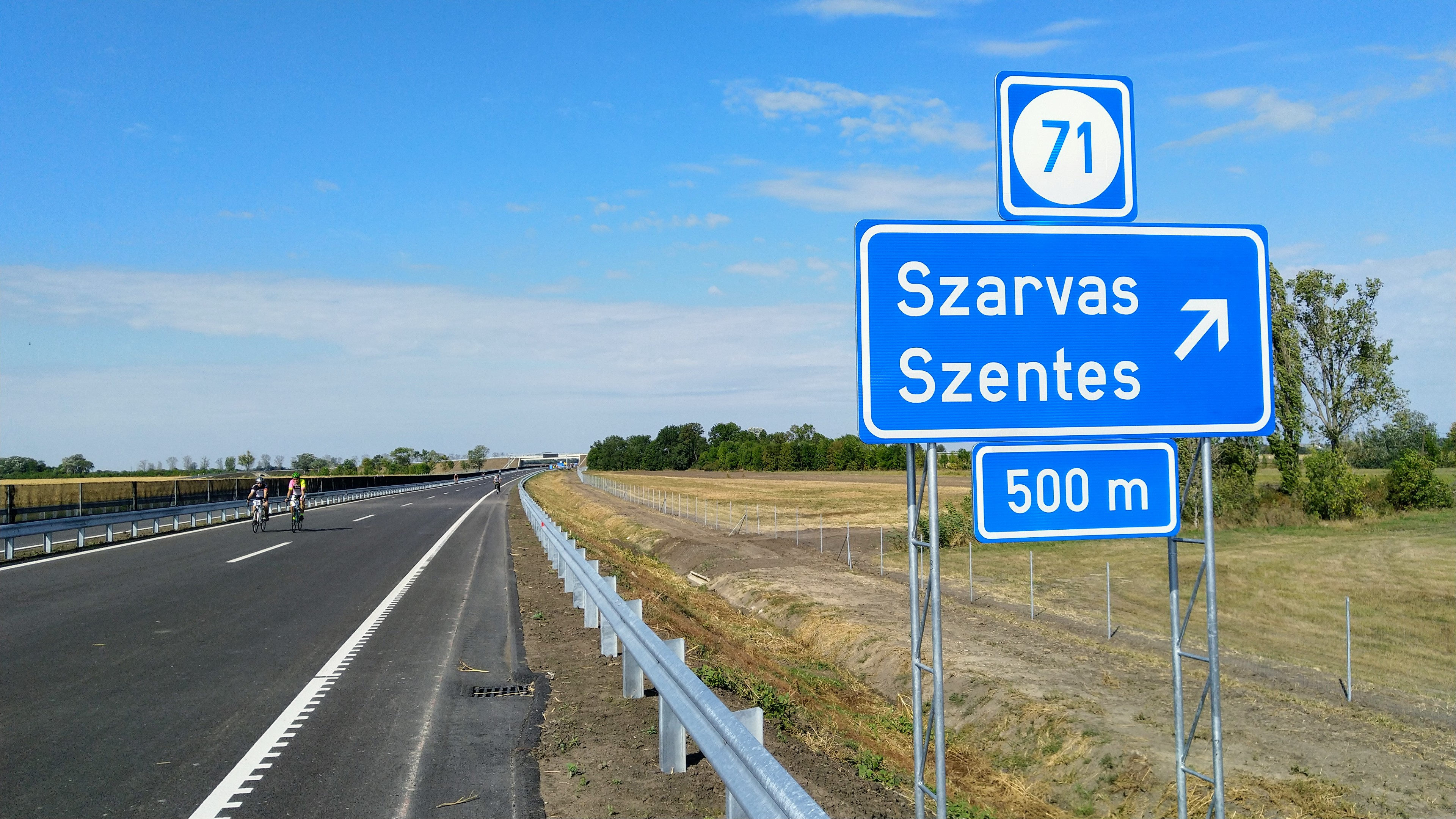
Az M44-es autóút Szarvas felé vezető lehajtójának előjelző táblája

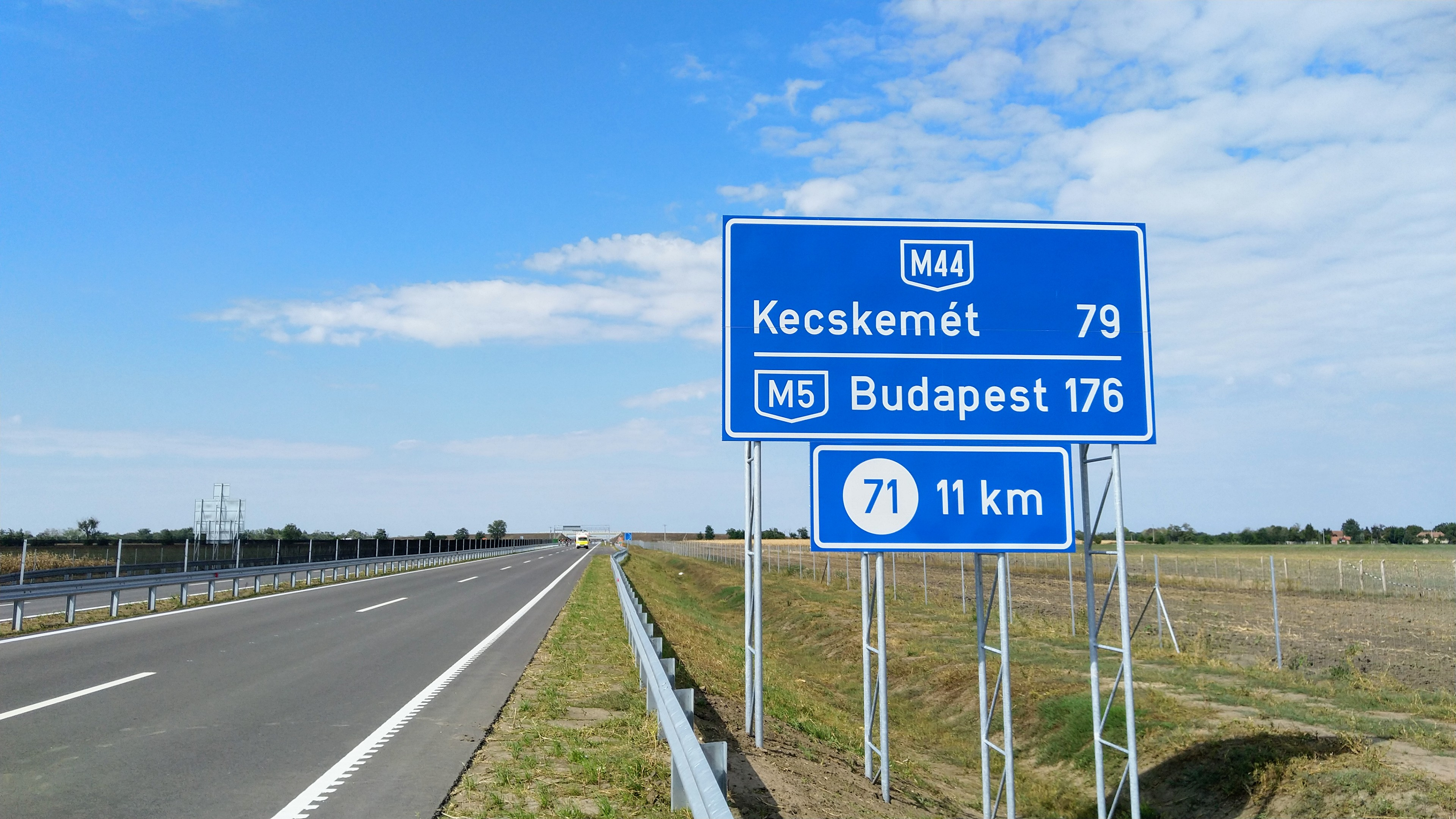
Távolságjelző tábla az M44-es autóút Kardos / Csabacsűd csomópontja mellett, Budapest felé

##### Berkó Dezső Körös-híd

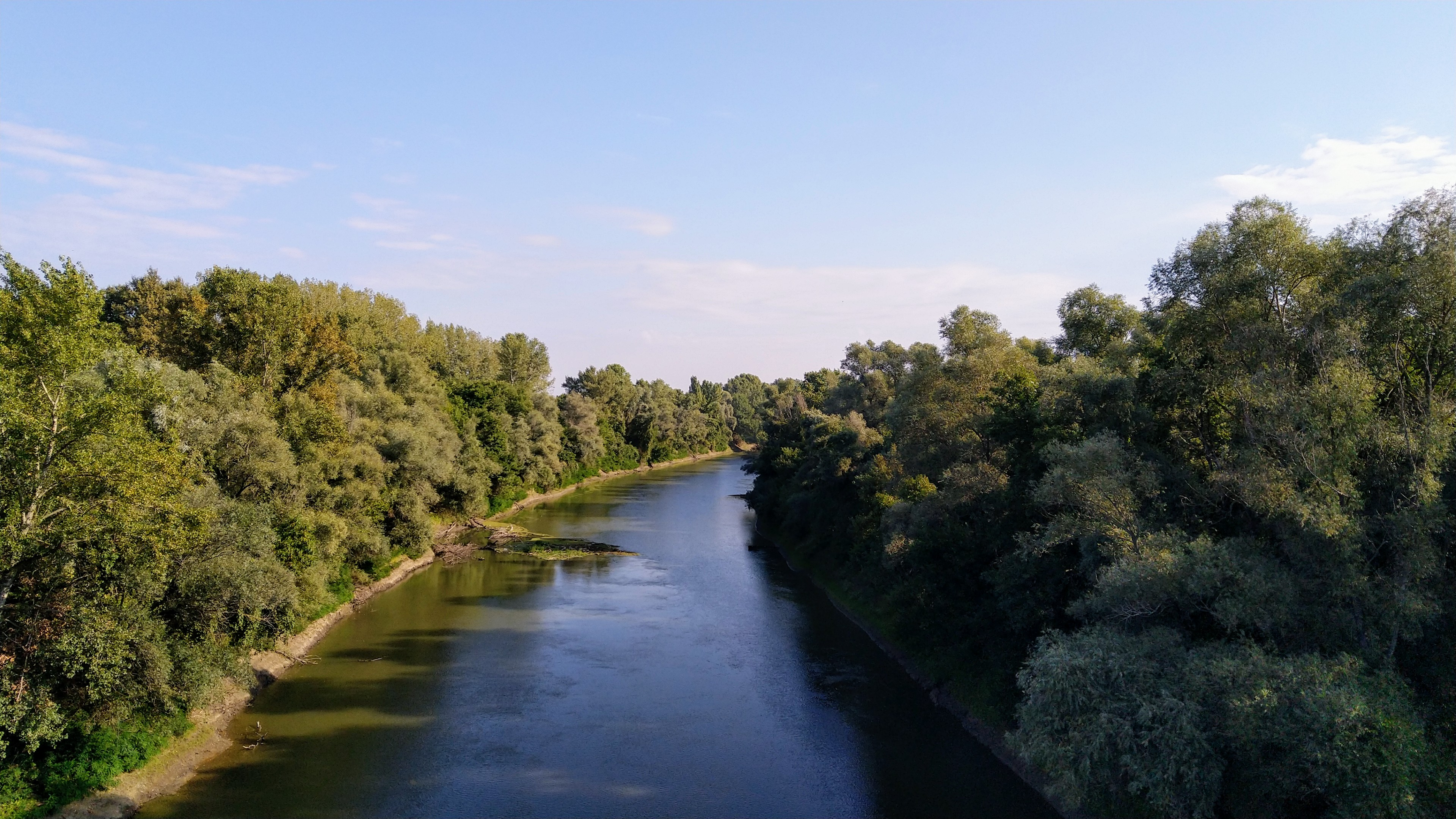
Kilátás az M44-es autóút hídjáról a Hármas-Körösre, Kunszentmárton mellett

Az M44 Tiszakürt-Kondoros szakasz legnagyobb műtárgya egy 450 m hosszú (ártéri hidakkal együtt) létesült Körös-híd. A támaszközök: 2 × 43,10 m + 98,0 m + (43,1 m + 4 × 43,4 m + 43,1 m), a híd szélessége: 1,30+10,5+1,4+1,6+1,4+10,5+1,3 = 28,0 m. A híd tanulmánytervét az UVATERV 2006-ban készítette el az M44 gyorsforgalmi út Hármas-Körös feletti átvezetésére. A folyó Kunszentmárton felett északi irányban történő áthidalására 4 változat készült: ívhíd, ferdekábeles híd, extradosed szerkezet és kapuzatos ferdekábeles híd kialakítású mederhidakat. A megrendelő Nemzeti Autópálya Zrt. az ívhíd változat kidolgozását kérte. A merevítőtartók párhuzamos övű vasbeton lemezzel együtt dolgozó zárt acélszekrénytartók, melyek a középen elhelyezett változó keresztmetszeti kialakítású 98,0 m támaszközű acélívre kábelekkel vannak felfüggesztve. Két ártéri híd közül a jobb oldali 87 méter hosszú két nyílással, míg a baloldali 261 méteres, hat nyílással létesült. Az ártéri hidak felszerkezete: előregyártott feszített I 150 típusú tartókkal együtt dolgozó vasbeton pályalemez lett. A hidak műszaki átadására 2019. szeptember 5-én került sor , a forgalomba helyezésük pedig a Tiszakürt-Kondoros szakasszal együtt történt meg, 2019. október 2-án.

#### Kondoros–Békéscsaba szakasz

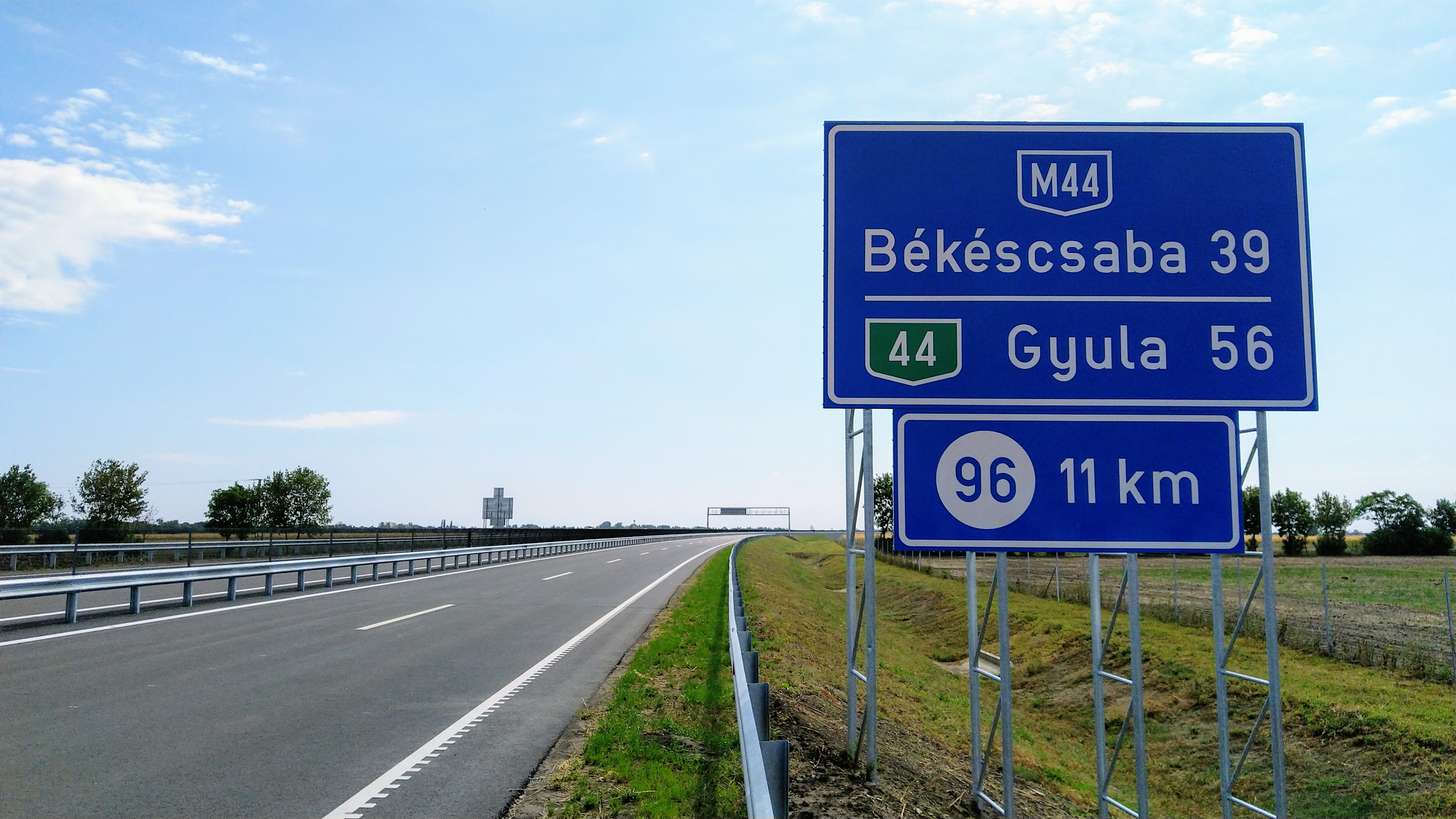
Az M44-es autóút Békéscsaba felé folytatódik

A Kondoros-Békéscsaba közötti 17,6 km-es szakasz kivitelezésére vonatkozó ajánlati felhívás 2017. május 5-én jelent meg. 2017. október 25-én a felhívás nyerteseként a Duna Aszfalt Kft.-t jelölték, meg, amely 41,4 milliárd forintért végezheti el a kivitelezést. A munkaterület átadására 2018. február közepén került sor. A projektnyitó ünnepséget 2018. március 20-án tartották. Eredetileg az átadás határidejét 2021. január 31-ben határozták meg, azonban a forgalomba helyezése 1,5 hónappal hamarabb, 2020. december 11-én történt meg. A szakaszon egy darab külön szintű csomópont (Békéscsaba-nyugat / Kétsoprony) épült, melyhez közvetlen kapcsolódik a külön projekt keretében megvalósuló Fürjesi út felújítása, kiszélesítése és meghosszabbítása az M44-es autóúttól a 4432 j. mellékútig (444-es főút). Ez az út az M44-es autóút közvetlen elérését biztosítja a dél-békési települések számára, Békéscsaba érintése nélkül. Az út kivitelezése 2020. márciusában indult 2021. november 24. zárult le.

#### Lakitelek–Tiszakürt szakasz

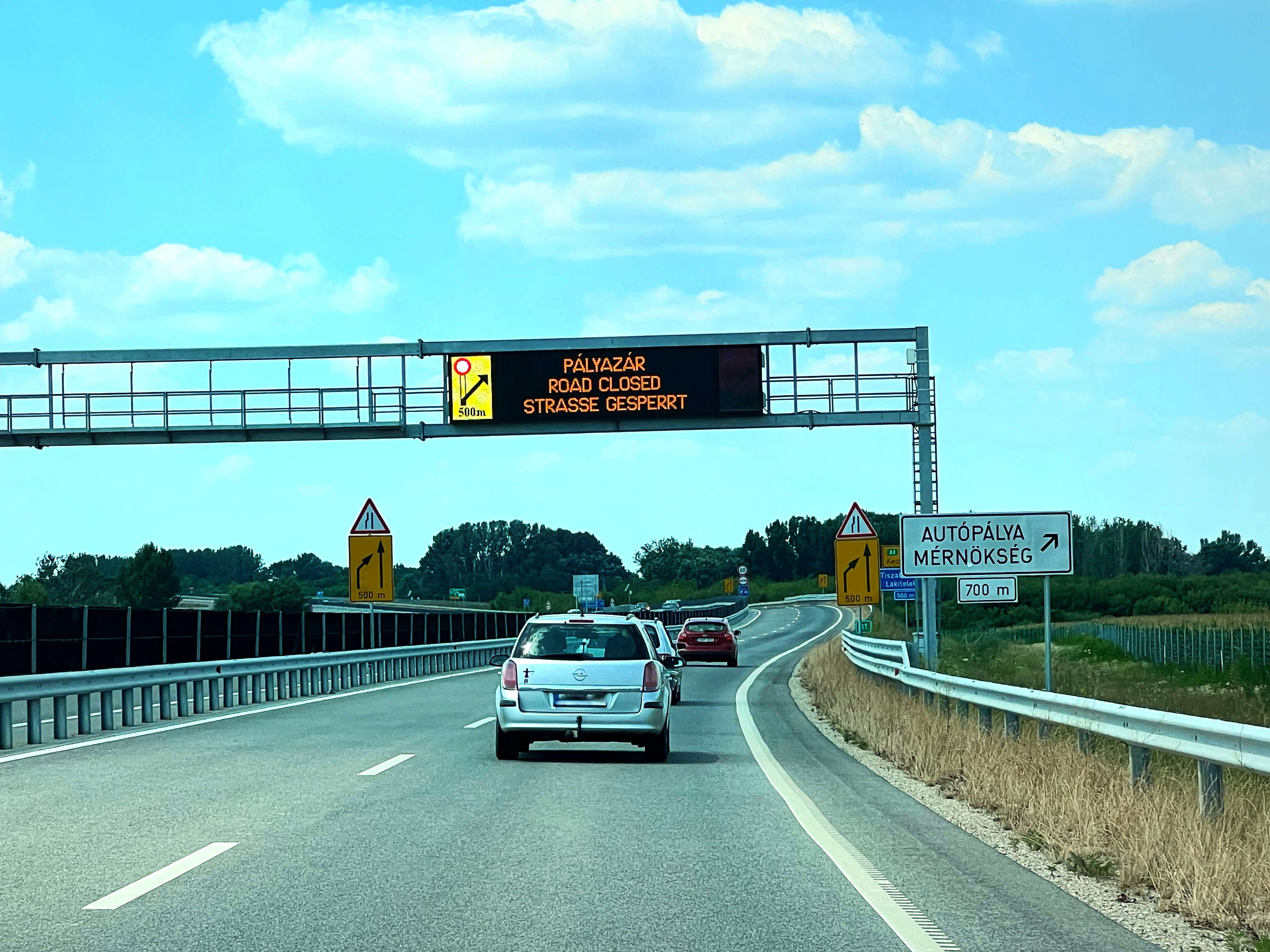
Az M44-es autóút Lakitelek határában, egyelőre itt ér véget a gyorsforgalmi út

Az M44-es autóút Lakitelek - Tiszakürt (21+100 - 31+119,52 km szv), egyben az új Tisza-híd közbeszerzése 2017. decemberében jelent meg. 2018. áprilisában 28-án megjelent hírek szerint a Lakitelek-Tiszakürt közötti 9,9 km-es, a leendő Tisza-hidat is magába foglaló beruházást 51,3 milliárd forintért a Duna Aszfalt Kft. valósíthatja meg, várhatóan 2021 őszére. A beruházás részét képezi továbbá a 4625 j. mellékút felújítása az M44-es lakiteleki csomópontja és a 44-es főút között, melynek keretében a 4625 j . mellékút és a 44-es főút csomópontja vasúti közlekedéssel összehangolt jelzőlámpás osztályozós csomóponttá épül át.
A Lakitelek–Tiszakürt szakaszon megépülő új Tisza-hidat az UVATERV Zrt. tervezte meg tanulmánytervi és engedélyezési tervi szinten is, 2015-ben. A Tisza folyó árvédelmi töltések közötti keresztmetszeti szélessége mintegy 530 m. A folyó e távolságon belül nem szimmetrikusan helyezkedik el, a jobb partél lényegesen közelebb van az árvédelmi töltéshez. Vízügyi igény volt, hogy pillér ne kerüljön a középvíz szintjén belül, és az árvédelmi töltések között csak pillérek lehetnek, min. 50 m-es távolságonként. Így, kialakítástól függetlenül, közel 150 m adódott a medernyílásra. A hídra tanulmánytervi szinten nyolc változat készült, amelyből az ellipszis kapuzatú ferdekábeles híd változatot választották ki engedélyezésre. A tervezett híd a dilatációkkal elválasztott bal és jobb parti hullámtéri hidakból és a mederhídból áll. A mederhíd egy felszerkezettel vezeti át a jobb és bal pályát, míg a hullámtéri hidak különálló felszerkezettel épülnek. A jobb parton az átjárást biztosító egynyílású, a bal parton négynyílású hullámtéri híd csatlakozik a mederhídhoz. Támaszközök: 45,10+ 77,30+152,00+77,30 +50,00+2×51,30+48,05 m, a teljes hossza: 552,35 m. A mederhíd háromnyílású, középen 152 m támaszközű ferdekábeles híd. A párhuzamos övű - vasbeton pályalemezzel együtt dolgozó két zárt acélszekrényből álló öszvér - merevítőtartók a külső oldaluknál tartókábelekkel vannak felfüggesztve az íves kialakítású vasbeton pilonokra. A híd szélessége (a kábelbekötő konzolok nélkül) 23,53 m.
2021. szeptember 21-én átadták a Tiszakürt / Tiszaug csomópontja és a Tiszakürt - Kondoros szakasz ideiglenes végpontja között megépült új pályaszakaszt (3,2 km), ezzel már több mint 80 kilométeren lehetett autózni Tiszakürt és Békéscsaba között az M44-es autóúton. A szakasz hátralévő, még át nem adott (a tiszaugi Tisza-hidat is magába foglaló) részét (6,7 km) 2021. december 15.-én  adták át a forgalomnak.

#### Szentkirály–Lakitelek szakasz
Mivel az M44-es autóút első szakasza még évek múlva készülhet csak el, 2017. decemberében egy kormányhatározat rendelkezett arról, hogy a gyorsforgalmi út északi vége középtávon Szentkirálynál lesz és a meglévő úthálózat felhasználásával köt az vissza Kecskemétre, a régi 44-es útba. Az elkészült forgalmi modellezés azt mutatta, hogy a Kecskemét - Szentkirály - M44 - (Tiszakécske) útvonal forgalma igen jelentősen emelkedni fog, ha elkészül a Szentkirály - Lakitelek szakasz, ami Szentkirály lakosságát érthető aggodalommal töltötte el. 2018. augusztus 19-én népszavazás döntött arról Szentkirályon, hogy egy 3 km-es elkerülő út megépítését kérik a NIF-től, ezáltal elterelve az átmenő forgalmat a község belterületéről.
A Szentkirályon tartott népszavazás kapcsán fellelhető dokumentációk alapján érdekes kényszermegoldást alakítanak ki addig, amíg az M44 első szakasza meg nem épül az M5-ös autópályától Szentkirályig. Egyrészt végig megerősítik, szélesítik, helyenként ívkorrekcióval "gyorsítják" a forgalom áramlását a jelenlegi mellékúton Kecskemét - Szentkirály és az M44 között. Ennek ellenére továbbra sem terelik majd az M44-en haladó kamionokat erre az útvonalra: számukra a 44-es főutat erősítik meg a Kecskemét (Repülőtér) - Nyárlőrinc - Lakitelek szakaszon, illetve ehhez kapcsolódva a Lakitelek - Tiszakécske mellékútnak az M44-esig tartó szakaszát. Magyarán az M44-es kezdőszakaszának évekig tartó hiányát pótlandó egyszerre két utat is felújítanak Kecskemét és az M44 várhatóan 2024-re megvalósuló Szentkirály-Lakitelek szakasza között. A 44-es főutat teherforgalomnak szánják (ők az M44-es a lakitelki csomópontját használhatják fel- és lehajtásra), a szentkirályi mellékutat pedig a személyforgalomnak tartják fenn (ők az M44-es szentkirályi csomópontját használhatják fel- és lehajtásra).
A Szentkirály és Lakitelek közötti 4,6 km-es szakasz tervezésére és kivitelezésére vonatkozó ajánlati felhívás 2019 tavaszán jelent meg. A gyorsforgalmi útszakasz illetve annak a meglévő úthálózatba történő visszacsatlakozását biztosító útszakaszokhoz kapcsolódó tervezés és kivitelezés 2020. februárjában indult el, és várhatóan 2024. februárjában zárul le . A tervezési és kivitelezést feladatokat a Közgép Építő- és Fémszerkezetgyártó Zrt. végzi el, több mint 43 milliárd Ft szerződéses összegért, két projekt keretében. A kivitelező a nagyobbik, 35,49 milliárd Ft értékű projekt során az alábbi feladatokat végzi el:
- az M44-es Szentkirály és Lakitelek közötti 4,6 km-es szakaszának a tervezését és kivitelezést (irányonként két sávos, leállósáv nélküli autóút formájában),
- a 4623 j. mellékút felújításának a tervezését és kivitelezését az M44-es szentkirály csomópontja és az új szentkirályi elkerülő út között (4 km),
- a szentkirályi elkerülő szakasz tervezését és megépítését (új 3,5 km-es, irányonként egy sávos út),
- a 4622 j. mellékút felújításának a tervezését és kivitelezését a szentkirályi elkerülő és a 44-es főút csomópontja között (8,1 km)
- új turbókörforgalom tervezését és építését a 44-es főút és a 4622 j. mellékút csomópontjában,
- a 44-es főút felújításának a tervezését és kivitelezését a 445-ös főúti és a 4622 j. mellékúti csomópontok között (3,4 km),[37]

A kisebbik, 8,12 milliárd Ft értékű projekt során az alábbi feladatokat végzi el:
- a 44-es főút felújításának a tervezését és kivitelezését a 4622 j. és a 4625 j. mellékúti csomópontok között (20,3 km).
- két új körforgalmú csomópont építését.[38]

Az M44-es ezen szakaszát 2024. május 7-én adták at a forgalomnak. A Mosonyi komplex pihenőhelyre tervezett üzemanyagtöltő állomás építése még nem kezdődött meg.

#### Kecskemét-Szentkirály szakasz I. ütem
Az M44-es autóút kiépítése ezzel a szakasszal érte el az 5-ös főútat Kecskemétnél. A Kecskemét és Nagykőrös között eredeti tervek szerint az M8-as autóút épült volna ki, melyből Nagykőrösnél vált volna ki az M44-es autóút. A legújabb szakpolitikai döntés értelmében azonban az M8-as autóút Kecskemét - Nagykőrös közötti szakaszát is az M44-es autóút részeként adják át.
2021. június 6-án megjelent a szakasz kivitelezésére irányuló közbeszerzési eljárás felhívása, amely a következő tartalom megépítésére keresi a kivitelező partnert:
- 32,2 km hosszú 2x2 sávos, fizikai elválasztású, leállósáv nélküli autóút építése
- az 5-ös főútnál turbó körforgalmú csomópont kiépítése, amely biztosítja a kapcsolatot az M5-ös autópálya Kecskemét-CENTRUM csomópontjával,
- a 441-es főútnál külön szintű csomópont kiépítése
- egy egyszerű kétoldali pihenőhely kiépítése
- összesen 14 db műtárgy megépítése, melyek között van négy sávos gyorsforgalmi út átvezetését szolgáló olyan híd (vagy felüljáró vagy aluljáró), melynek két közvetlen támasza közötti legnagyobb szabadnyílása 44 méter.[41]

A közbeszerzési felhívás ajánlattételi határideje 2021. július 6. volt. 2022 januárjában bejelentették, hogy a szakasz megvalósítását a Hódút Kft. nyerte el 106,996 milliárd forint értékben. A szakasz kivitelezése hivatalosan 2022. március 30-án indult el, a forgalomnak 2025. április 15-én adták át.

### Épülő Kecskemét-Szentkirály szakasz II. ütem
Ezzel az ütemmel fog megvalósulni az M44-es autóút teljes értékű bekötése az M5-ös autópályába. A Kecskemét-Szentkirály szakasz I. ütemének átadása után az M5 Kecskemét-Centrum csomópontban az M44-es felől csak Budapest irányába lehet az M5-ösre felhajtani, illetve az M5-ösről nem lehet az M44-es irányába lehajtani. A II. ütem megépítése ezt az ideiglenes állapotot fogja megszüntetni.
A projekt keretében Az M5 autópálya és az M44 autóút keresztezésében teljes értékű lóhere alakú csomópont és 1,8 km 2x2 sávos autóút kerül megvalósításra. A csomópont területén helyezkedik el a meglévő M5 ‐ 5. sz. főút csomópontja, ezért azt el kell bontani és az 5. sz. főutat korrigálni kell.
A projekt kivitelezésének kezdete 2024. május 13, befejezésének határideje 2027. február 28.

### Tervezett Békéscsaba–Méhkerék országhatár
2022. december 19-én a román kormány jóváhagyott egy memorandumot a két ország közötti gyorsforgalmi összeköttetés létesítéséről, és felhatalmazta a szállításügyi minisztériumot, hogy megállapodjon a magyar féllel a nyomvonalat és műszaki paramétereket meghatározó munkacsoport felállításáról.
A Magyar Közlönyben 2023. március 13-án jelent meg az a határozat, amelynek értelmében a miniszterelnök felhatalmazza az építési és közlekedési minisztert vagy az általa kijelölt személyt arra, hogy megállapítsa a Méhkerék és Nagyszalonta közötti gyorsforgalmi úti kapcsolat létesítéséről szóló megállapodás végleges szövegezését. Ennek értelmében az M44-es autóút Békéscsabától Méhkerék irányába épülhet tovább, és a határozatban megjelölt új út az M44-es autóutat a román oldalon Nagyszalonta és a határ között építendő gyorsforgalmi úttal kapcsolná össze.
Az Építési és Közlekedési Minisztérium beruházási portálján 2024. július 25-én tette közzé az útszakasz előkészítésére vonatkozó közbeszerzési eljárás nyerteseit. Az előkészítés tartalmazza a tervek elkészítését a tanulmánytervtől a kiviteli terv szintig, határideje 2028. június 1.

## Díjfizetés
Az M44-es út meglévő, Szentkirály – Békéscsaba szakaszának használata motorkerékpárok és személygépkocsik számára 2024. január 1-ig ingyenes, utána fizetős.